# Trematocranus
Trematocranus (Gr.: „trema“ = Loch + kranos = Schädel) ist eine Gattung aus der Familie der Buntbarsche (Cichlidae), die im östlichen Afrika im Malawisee vorkommt.

## Merkmale
Trematocranus-Arten erreichen Längen von 22 bis 25 cm und sind silbrig bis bläulich gefärbt. Es sind hochrückige, seitlich stark abgeflachte Fische mit kurzem Kopf und endständigem Maul. Gattungstypisch sind dunkle Flecken auf der oberen Körperhälfte. Der erste liegt unmittelbar vor der Rückenflosse, der zweite reicht bis unter die obere Seitenlinie unterhalb des achten bis zwölften Hartstrahls der Rückenflosse und der letzte liegt unterhalb des weichstrahligen Abschnitts der Rückenflosse am Ende der oberen Seitenlinie. Auf den „Wangen“ befinden sich zwei bis vier Schuppenreihen.

## Lebensweise
Trematocranus-Arten leben in flachem Wasser an Sandufern und zwischen Vallisneria-Beständen und ernähren sich von Krebstieren, Insektenlarven und Schnecken. Wie fast alle Buntbarsche des Malawisees sind die Trematocranus-Arten Maulbrüter.

## Arten
Der Gattung Trematocranus werden vier Arten zugeordnet.
- Trematocranus labifer (Trewavas, 1935)
- Trematocranus microstoma Trewavas, 1935 (Typusart)
- Trematocranus pachychilus Dierickx et al., 2018
- Trematocranus placodon (Regan, 1922)